# صندوق مصر السيادي
صندوق مصر السيادي هو صندوق ثروة سيادي، تمتلكه جمهورية مصر العربية، ويتبع لرئيس مجلس الوزراء، أنشأ طبقا للقانون رقم 177 لسنة 2018 وتعديلاته، بهدف المساهمة في التنمية الاقتصادية المالية لمصر من خلال إدارة الأموال والأصول المملوكة أو المنقولة له وكذلك الاستثمار في العديد من الأنشطة الاقتصادية المختلفة، يبلغ رأس مال الصندوق حوالي 12.7 مليار دولار أمريكي، وأصول تُقدر بحوالي 637 مليون دولار أمريكي.
يتكون مجلس إدارة الصندوق من رئيس مجلس إدارة غير تنفيذي وهو رئيس مجلس الوزراء أو من يحدده، وعضوية المدير التنفيذي للصندوق، وممثلين عن وزارة التخطيط، وزارة المالية، البنك المركزي المصري، والهيئة العامة للاستثمار والمناطق الحرة، بالإضافة إلى سبعة أعضاء مستقلين من ذوي الخبرة، كما يضم الصندوق أربعة صناديق فرعية تابعة تعمل في العديد من المجالات،
احتل صندوق مصر السيادي المركز رقم 41 من بين 100 صندوق سيادي عالمي في الربع الأول من 2021 بحسب مؤسسة «جي وورلد» لتحليل الاستثمارات. وانضم صندوق مصر السيادي إلى قائمة أكبر 50 صندوق سيادي عالميا، باحتلاله المرتبة 47 عالميا والـ12 عربيا، وذلك وفقا للتحديث الأخير لصناديق الثروة السيادية الذي نشره معهد صندوق الثروة السيادية في 2023.

## التشريعات المنظمة
- قانون رقم 177 لسنة 2018 في شأن إنشاء صندوق مصر.[15]
  - التعديلات:
    - قانون رقم 197 لسنة 2020 تم تعديل اسم الصندوق بموجبه إلى صندوق مصر السيادي للاستثمار والتنمية.[16]
- قرار رئيس الجمهورية رقم 459 لسنة 2020 في شأن إزالة صفة النفع العام عن بعض أملاك الدولة (أرض ومبنى مجمع التحرير، أرض ومبنى مقر وزارة الداخلية القديم، أرض الحزب الوطني المنقضي، أرض ومباني القرية التعليمية الاستكشافية، أرض ومباني القرية الكونية، أرض ومباني ملحق معهد ناصر، أرض حديقة الحيوان بطنطا) لصالح صندوق مصر السيادي.[17]
- قرار رئيس الجمهورية رقم 102 لسنة 2023 في شأن نقل ملكية جميع أسهم شركة مصر القابضة للتأمين إلى صندوق مصر السيادي.[18]
- قرار رئيس الجمهورية رقم 13 لسنة 2024 في شأن إزالة صفة النفع العام عن بعض أملاك الدولة (أراضي ومباني تابعة ل 13 وزارة في وسط القاهرة) لصالح صندوق مصر السيادي.[19]

## الصناديق الفرعية التابعة
يضم صندوق مصر السيادي أربعة صناديق فرعية هي:
- صندوق مصر الفرعي للخدمات المالية والتحول الرقمي.
- صندوق مصر الفرعي للمرافق والبنية الأساسية.
- صندوق مصر الفرعي للسياحة والاستثمار العقاري وتطوير الآثار.
- صندوق مصر الفرعي للخدمات الصحية والصناعات الدوائية.
- صندوق ما قبل الطروحات.

## الاستثمارات
- يشارك الصندوق في مشروعات الهيدروجين الأخضر داخل مصر.[22][23]
- يمتلك مجمع التحرير،[24] أرض الحزب الوطني السابق، القرية الكونية،[25] أرض وزارة الداخلية بالقاهرة.
- يمتلك حصص في ثلاثة محطات كهرباء داخل مصر من إنشاء شركة سيمنز هي البرلس، العاصمة الإدارية الجديدة، وبني سويف.[26]
- يمتلك حصص في شركات الوطنية لبيع وتوزيع المنتجات البترولية، والوطنية لإنتاج وتعبئة المياه الطبيعية.[27]
- يُساهم الصندوق بنسبة 12% من رأس مال الشركة الوطنية المصرية لصناعة السكك الحديدية.
- يمتلك 100% من أسهم شركة مصر القابضة للتأمين.[28]
- يمتلك 49% من صيدليات العزبي.[29]

## وصلات خارجية
- الموقع الرسمي للصندوق.
- الصفحة الرسمية للصندوق على موقع لينكد إن.